# La Madone du livre (Botticelli)
La Madone du livre (en italien : Madonna del Libro) est une peinture religieuse de Sandro Botticelli, datant de 1480-1481 environ, conservée au musée Poldi Pezzoli à Milan.

## Thème
L'œuvre reprend un des thèmes de l'iconographie chrétienne, celui de la Vierge du livre  représentée avec l'Enfant Jésus.

## Description
La Vierge, au centre de la composition est représentée de trois-quarts, pensive, habillée d'un ample habit bleu tenant tendrement l'Enfant sur ses genoux qui la regarde en tournant la tête. La scène se déroule dans une chambre avec une fenêtre s'ouvrant sur un paysage composé d'arbres avec en arrière-plan un ciel clair.
Marie tient affectueusement l'enfant tandis qu'elle tourne les pages d'un livre. Le contenu du livre est partiellement lisible, on y reconnaît des extraits du livre d'Isaïe, alors que la forme de la mise en page indiquerait qu'il s'agirait plutôt d'un livre d'Heures destiné à la prière quotidienne.
Le livre et les objets visibles dans la pénombre, comme la boîte en bois ouvragée, la coupe à fruits, confèrent à la peinture le caractère d'une scène familiale.
L'Enfant Jésus tient de sa main gauche trois clous dorés et autour de son poignet une couronne d'épines de la même teinte.

## Analyse
Les éléments symboliques religieux sont nombreux : l'étoile brodée sur la veste de Marie, attribut antique rappelant l'étoile des rois mages ; les trois clous de la crucifixion ; la couronne d'épines stylisée que l'Enfant tient à la main ; le panier en majolique florentine plein de fruits, dont les cerises rouges annoncent le sang de la Passion du Christ, les prunes la douceur et l'affection entre mère et fils ; les figues de la Résurrection.
Une partie de la critique estime que les objets de la Passion que l'Enfant tient à la main ne sont pas du maître au vu de la gestuelle incongrue et de la modestie de leur exécution. Néanmoins les interventions de restauration n'ont pas permis de répondre à la question.
Les formes des personnages sont harmonieuses. La Vierge assume une position légèrement courbée suggérant une position protectrice envers l'Enfant. Le croisement des gestes et des regards entre les deux figures témoignent d'un rapport de profonde affection mélangée à la sereine mélancolie des regards typiques de Botticelli.
La lumière qui illumine les figures principales ne provient pas de la fenêtre ouverte mais semble plutôt émaner de leur propre personne, se diffusant mystiquement dans le milieu environnant. Les nombreuses lumeggiature d'or amplifient l'effet sur les cheveux de Marie, sur les drapés, sur les feuilles de la coupe à fruits ainsi que sur les auréoles. Ceci est une évolution de Botticelli dans la peinture en filigrane d'or pour décorer les vêtements et les objets.
Bien qu'il s'agisse d'une œuvre de la maturité de l'artiste, celle-ci témoigne encore de l'influence de Fra Filippo Lippi, premier maître de l'artiste, surtout dans le goût pour les physionomies de beauté idéale et dans la préférence accordée au dessin et à la ligne de contour par rapport aux autres variables stylistiques.
La physionomie de l'Enfant est typique de Botticelli avec des formes arrondies et une expression de légère mélancolie. La figure de Marie est allongée et souple dans sa conception, bien plus que dans les œuvres de Fra Filippo Lippi, qui s'en est inspiré pour produire le délicat visage ovale de Marie, à la recherche de la beauté idéale. Le maître prend un soin extrême pour rendre les plis réguliers des vêtements et la transparence des voiles.
Les lignes sont souples et élégantes, le sentiment calme et apaisé, encore éloigné de l'intensité expressive de la production finale de l'artiste.

## Sources
- (it) Cet article est partiellement ou en totalité issu de l’article de Wikipédia en italien intitulé « Madonna del Libro (Botticelli) » (voir la liste des auteurs).